# Behzat Baydar
Behzat Baydar (nascido em 8 de março de 1901, 22 de julho de 1993) era um marinheiro turco. Ele competiu no evento Star nos Jogos Olímpicos de Verão de 1936.